# Aleksandra Czechówna
Aleksandra Apolonia Tekla Wiktoria Czechówna, ps. „Zofia spod Karpat” (ur. 28 października 1839 w Krakowie, zm. 3 października 1923 tamże) – krakowska pamiętnikarka. 
Była córką Tomasza Czecha i Aleksandry z Zielińskich i bratanicą Józefa Czecha, krakowskiego księgarza i wydawcy. Była także spowinowacona z Józefem Kremerem i Lucjanem Rydlem. Uczyła się najpierw na pensji Zuzanny Szawłowskiej, a później w domu. Dużo czytała i brała udział w życiu kulturalnym miasta, sama także pisała powieści i dramaty, publikując je pod pseudonimem „Zofia spod Karpat”.
Swój dziennik zaczęła prowadzić 1 października 1856 r. w wieku 17 lat. Pisała go nieprzerwania niemal do śmierci, opisując wydarzenia z życia swojego i ówczesnego Krakowa. Na dziennik składają się 44 zeszyty, które w 1925 r. przekazała do Archiwum Aktów Dawnych w Krakowie (obecnie: Archiwum Narodowe w Krakowie) Michalina Janoszanka. Zapiski Czechówny nie zostały wydane w całości drukiem; ukazały się jedynie ich fragmenty, opracowywane głównie przez Bożenę Lesiak-Przybył.